# John Michael Hayes
John Michael Hayes (Worcester, Massachusetts, 11 de maig de 1919 − Hanover, Nou Hampshire, 19 de novembre de 2008) va ser un guionista i productor de cinema estatunidenc.

## Biografia
Hayes era fill de John Michael Hayes Sr. i Ellen Mabel Hayes.
El seu pare era fabricant, però havia actuat com a cantant i ballarí al circuit de vodevil Keith-Orpheum quan era jove.
Quan era petit, Hayes es perdia moltes classes a causa d'infeccions de l'oïda i, durant aquell temps fora de l'escola, va descobrir la passió de la lectura. A l'institut, va formar part de la redacció de The Spectator, el diari escolar, i als 16 anys escrivia per a l'anuari de l'institut, i setmanalment com a editor de la revista The Eagle Trail, dels Boy Scouts. El seu treball va cridar l'atenció de l'Evening Gazette de Worcester, i Hayes començà a escriure articles sobre activitats dels Boy Scots al diari.
Feines posteriors amb el Worcester Telegram i a The Christian Science Monitor el va dur a una feina amb Associated Press. Treballant, Hayes va aconseguir reunir diners per anar a la Universitat de Massachusetts.

## Filmografia

### com a guionista
- 1952: Red Ball Express
- 1953: Thunder Bay
- 1953: Torch Song
- 1953: War Arrow
- 1954: La finestra indiscreta (Rear Window)
- 1955: To Catch a Thief
- 1955: The Trouble with Harry
- 1955: It's a Dog's Life
- 1956: L'home que sabia massa (The Man Who Knew Too Much)
- 1957: Peyton Place
- 1958: The Matchmaker
- 1958: Separate Tables
- 1959: But Not for Me
- 1960: The Rat Race
- 1960: Una dona marcada (BUtterfield 8)
- 1961: The Children's Hour
- 1964: The Carpetbaggers
- 1964: The Chalk Garden
- 1964: Where Love Has Gone
- 1965: Harlow
- 1966: Judith
- 1966: Nevada Smith
- 1973: Walking Tall
- 1974: Winter Kill (TV)
- 1975: Nevada Smith (TV)
- 1994: Iron Will

### com a productor
- 1975: Nevada Smith (TV)

## Guardons[calcitació]
Nominacions
- 1955. Oscar al millor guió adaptat per La finestra indiscreta
- 1958. Oscar al millor guió adaptat per Peyton Place